# Pinnatella kurzii
Pinnatella kurzii là một loài rêu trong họ Neckeraceae. Loài này được (Kindb.) Wijk & Margad. mô tả khoa học đầu tiên năm 1961.